# Антоніо Буеро Вальєхо
Антоніо Буеро Вальєхо ісп. Antonio Buero Vallejo; 29 вересня 1916, Гвадалахара — 29 квітня 2000, Мадрид) — іспанський драматург, вважається найважливішим іспанським драматургом іспанської громадянської війни.
За свою кар'єру він тричі завойовував Національні театральні премії (у 1957, 1958 і 1959), Національну театральну премію за підсумками його всієї кар'єри (в 1980), Національну літературну премію в 1996 році, і премію Мігеля де Сервантеса, вищу літературну відзнаку Іспанії (в 1986). З 1971 року і до своєї смерті він був членом Королівської іспанської академії.

## Творчість
Його твори для театру — у хронологічному порядку поставлених прем'єр:
- Сигнал, якого чекають (1952)
- Пастки випадку (1994)
- Ірене або скарб (1954)
- Майже чарівна казка (1953)
- Нічні судді (1979)
- Поїздка в порожнє селище (1999)
- Лазар у лабіринті (1986)
- Таємна бесіда (1984)
- Вона ткала свої мрії (1952)
- Сон розуму (1970)
- У палаючій пітьмі (ісп. En la ardiente oscuridad) (1950)
- Музика поблизу (1989)
- Народу потрібен мрійник (1958)
- Таємна пригода (1963)
- Подвійна історія доктора Вальмі (1968)
- Постріл (1977)
- Кайман (1981)
- Сьогодні свято (1955)
- Історія одних сходів (1949)
- До прибуття богів (1971)
- Підвальне вікно (1967).
- Світанок (1953)
- Перший Акт (1967).
- Гра втемну (1957)
- Концерт у Сан Овідія (1962)
- Меніни (1960)
- Установа (1974)

## Переклади українською
- «Судді уночі». — К.: Видавництво Анетти Антоненко, 2021.10 — 144 с. ISBN 97861776547. Переклала Галина Грабовська[5]